# Булгар (Татарстан)
Булгар  — деревня в Лениногорском районе Татарстана. Входит в состав Урмышлинского сельского поселения.

## География
Находится в южной части Татарстана на расстоянии приблизительно 40 км на запад-северо-запад по прямой от районного центра города Лениногорск.

## История
Основана в 1924 году.

## Население
Постоянных жителей было: в 1926—114, в 1949—253, в 1958—131, в 1970—116, в 1979 — 58, в 1989 — 18, в 2002 году 3 (татары 100 %), в 2010 году 1.